# إيفرت دان
إيفرت دان (بالإنجليزية: Everett Dunn)‏ هو مهندس أمريكي، ولد في 1 أغسطس 1892 في سوميت في الولايات المتحدة، وتوفي في 3 أكتوبر 1980 في هارتلي في الولايات المتحدة.